# (400413) 2008 CG43
(400413) 2008 CG43 es un asteroide perteneciente al cinturón de asteroides, región del sistema solar que se encuentra entre las órbitas de Marte y Júpiter, descubierto el 2 de febrero de 2008 por el equipo del Spacewatch desde el Observatorio Nacional de Kitt Peak, Arizona, Estados Unidos.

## Designación y nombre
Designado provisionalmente como 2008 CG43. 

## Características orbitales
2008 CG43 está situado a una distancia media del Sol de 2,787 ua, pudiendo alejarse hasta 2,913 ua y acercarse hasta 2,660 ua. Su excentricidad es 0,045 y la inclinación orbital 7,278 grados. Emplea 1699,65 días en completar una órbita alrededor del Sol.

## Características físicas
La magnitud absoluta de 2008 CG43 es 16,6. 